# Oslnovice
Obec Oslnovice (německy Höslowitz) se nachází v okrese Znojmo v Jihomoravském kraji. Žije zde 68 obyvatel. Jihovýchodní hranici katastru obce tvoří řeka Dyje a pod obec spadají i rekreační chatové osady Farářka, Penkýřák, Chmelnice a Stušice na horním konci Vranovské přehrady.
Sousedními obcemi sídla jsou Korolupy, Podhradí nad Dyjí, Starý Petřín, Bítov a Vysočany.

## Název
Původně jméno zřejmě znělo Hostilovici a bylo odvozeno od osobního jména Hostilov s významem "Hostilovovi lidé". Tuto podobu odráží německé Höslowitz, které je nicméně doloženo až od počátku 18. století. Nejstarší dochované doklady českého jména (od konce 15. století) ukazují podobu Hostnovice, která vznikla zpětným přejetím německé podoby do češtiny s několika dalšími změnami. Počáteční H- bylo později chápáno jako nářeční protetické (podobně jako Olomouc-Holomouc) a bylo vynecháváno. Dnešní podoba (doložená od 19. století) byla vytvořena dalším působením německého jména.

## Historie
První písemná zmínka o obci pochází z roku 1228.
Zajímavostí obce je kaple Nejsvětějšího Srdce Ježíšova, která původně stála v kasárnách v Brně-Králově Poli a v šedesátých letech byla rozebraná přesunuta do Oslnovic. Z politických důvodů nemohla být více než 20 let postavena, k její obnově došlo v 90. letech a vysvěcena byla 25. května 1996.